# マルラボライフ
『マルラボライフ』は、ふかさくえみ（霜風るみ）による日本の漫画。『週刊少年ジャンプ』（集英社）の公式サイト「ジャンプデジタルマンガ」にて連載中。2006年11月更新分でハイツ編に続く学校編が完結している。その後、ジャンプデジタルマンガがリニューアルされる際に、続編が発表される予定であったが、企画自体の終了が決定されたことにより、作者自身のサイトで一部の設定を改め、4コマ漫画形式で継続されている。

## 概要
2005年9月5日より連載が開始された。第3回ジャンプデジタルマンガ賞にて佳作（ライト級）受賞。また、平成18年度文化庁メディア芸術祭にて審査委員会推薦作品（マンガ部門）に選ばれるなど、デジタルマンガという新たな分野の先駆け的作品である。
フラッシュを用い、これまでの紙媒体での漫画とは違った、斬新な表現が見られる。従来の漫画の枠を超えるため、厳密に一話という設定を設けにくいが、基本的には一話完結である。おおよそ1ヶ月に一度、4話程度が追加され、まれに更新時期を跨いで話が続くことがある。

## ストーリー
実験失敗により霞メイコの研究所の各部屋は異世界と繋がってしまう。メイコの助手（?）である主人公の山川良太を巻き込み、ハイツマルラボの住人たちと織り成すドタバタな非日常。

## 登場人物

### 主要人物
山川良太（やまかわ りょうた）
主人公。メイコの幼なじみであるが気がつけば助手（パシリ?）に。ハイツマルラボの住人たちは、別世界の「良太」と関係がある。フード付きの服をよく着る。これは、今は亡き良太の祖母がフードによくべっこう飴を入れていたことから。後述の科研においては副部長という立場で所属している。
霞メイコ（かすみ メイコ）
ハイツマルラボの管理人である良太の幼なじみ。研究や発明に情熱を注ぐ天才少女であり、その発明の成果で中学生ながらに確定申告者となっているほど。花粉症と爬虫綱が苦手。常にハイツマルラボでは白衣を着用している。学校には一度も遅刻したことがないらしい。通っている学校では科学研究部(略称「科研」）部長。因みに5月生まれだから「メイコ」と名付けられたらしい（良太には「迷惑のメイ」と皮肉られたが）。
井上未央（いのうえ みお）
良太に片思いする学級委員。兄弟が沢山いて家計が苦しく、私服の持ち合わせもあまりない為休日でも制服で過ごすことが多い。良太のことになるとギクシャクしがちなものの、ハイツマルラボの住人達とはあっさり打ち解けるなど順応力は高い。オレンジ色の飾りをいつも結んでいる。クラス替えの際にはいつも親しくなった友達とクラスが別れるというジンクスがあったが、三年進級時には良太と同じクラスで隣席になったばかりか、小学校の頃の大親友とも一緒になるという幸運に恵まれた。その後あまりのラッキー続きに対して「どこかでバランス取らなきゃ」と、いつもは押し付けられてなっていた学級委員に今年は自ら立候補する。
イツハ・ベルナール
フランスからやってきた自称妖怪退治屋の転校生。生真面目な性格で思い込みが激しく、マルラボの住人達の非常識さを文化的なギャップと思い込んでいる。良太に片想い中。価値観や言語は日本のマンガの影響を多大に受けており、実は「五葉 鈴鳴（ごよう すずなり）」という名で漫画の執筆活動をしている。
花村玲時（はなむら れいじ）
花村グループの御曹司であり、良太とメイコのかつての幼馴染み。幼い頃に海外へ引っ越していったものの、現在は両親の元を離れ単身日本へと帰国、フリーのシステム開発者として生計を立てており、メイコに続く学内2番目の確定申告者とも噂されている。三年への進級と同時に良太と同じクラスになり、また科研へ入部してスポンサー的存在に。昔良太によって「花たん」というあだ名をつけられたものの、本人はあまり気に入っていない。

### ハイツマルラボの住人
メイコが繋げたゲートの向こう側からやって来た異世界の人間達。割と気軽に自分達の世界とこちらとを行き来している。
幸子（さちこ）
ハイツ4号室住人。年中夏服で透けてて浮いてる外見20代の女性の幽霊。長らく正体を明かさなかったが、実は良太の亡くなった祖母。
湯吉（ゆきち）
ハイツ3号室住人。いわゆる雪男でありながらかなり寒さに弱いという落ちこぼれであり、一年中季節を問わずマフラーとポンチョで厚着している。逆に真夏の猛暑日を「快適」と言ってのけるほど暑さには強い。五人兄妹の真ん中で、兄弟の中では末の妹のぬくのみが登場している。因みに元々寒さに弱い家系らしく、「湯吉」という名前は少しでも寒さを克服出来るようにとの願いを込めてつけられた。寒がりなことに加え、兄弟達の中でただ一人冷気を扱えないこともコンプレックスだったが、特訓の末に「鍋料理が食べたい」という欲求（食欲）を冷気に変える事が出来るようになった。因みに彼の世界の良太もまた雪男で、こちらは寒さにはかなり強い。
あいり
ハイツ2号室住人。良太達の世界では小人サイズの体格の少女だが、力については普通の人間と同レベル。何事につけても好奇心旺盛であり、住人達の中では一番異世界での生活を満喫している。ムイムイのことを生き物だと信じ込んでいる。因みに彼女の世界の良太もまた小人サイズ。
ユメ
年齢不詳の魔女。ハイツ5号室住人。アロマセラピーが趣味。嗅ぐ香りによって見た目の年齢が変わる。好きな臭いは無臭。
平八（へいはち）
ハイツ6号室住人。影が薄い上に台詞も無い透明人間。パナマ帽がトレードマークの紳士。

### 杏実中学校関係者
吉見先生（よしみせんせい）
3年C組の担任。謎が多く無表情でいつも沈着冷静。ネクタイに密かなこだわりを持っている。
たっくん/井上 竜（いのうえ りゅう）
新学期に科研へ入部してきた新1年生。名前の竜（りゅう）は「たつ」とも読めるということで、メイコによって「たっくん」というあだ名をつけられる。メイコを「師匠」と慕っており、発明で家族を支えるのが夢。入部してしばらくは良太のことも「先輩」と呼び、お互い本名も知らないながらに割と良好な関係を築いていたものの、実は井上未央の弟であり、姉が想いを寄せている「3年の山川良太（この時点では顔を知らなかった）」に激しい敵意を抱いている。その後「先輩」=山川良太という事実を知り、良太への態度は呼び捨て及びタメ口になるなど一転して攻撃的なものに。しかし、実は新学期前に一度会っているにも関わらず、お互いその時出された鍋料理の肉に夢中で相手の存在に気づかなかったなど、良太とは案外似た者同士でもある。
マクレル先生
3年D組の担任。メイコの師匠。公共施設を私物化するなど、多少変わったところのある先生。ふかさくえみ（霜風るみ）の作品「eyesore」のマクレルとは同一人物。

### その他
ぬく
湯吉の妹で末っ子。兄弟の中で一番優秀。いつも湯吉のことを気遣っているが、表には出さない。
ムイムイ
メイコの初めての発明品。ムイムイと鳴く。リラックスできるウサギ型枕。機械だが時に発明者も知らない機能を発揮する。メイコが学校に遅刻しそうなときはたまに、人間の言葉をしゃべる。
ピコタ
メイコの発明品。赤い箱型テレビ。理性を持っていて喋れる。今は井上家にいる。